# Eugeniu Cebotaru
Eugeniu Cebotaru (in russo Евгений Чеботару?, Evgenij Čebotaru; Chișinău, 16 ottobre 1984) è un allenatore di calcio ed ex calciatore moldavo, di ruolo centrocampista.

## Palmarès

### Club

#### Competizioni nazionali
- Coppa di Moldavia: 1

Zimbru Chișinău: 2003-2004
- Liga II: 2

Ceahlăul: 2008-2009, 2010-2011